# 1946 год в кино

## Фильмы

### Мировое кино
- «Барбизонское искушение»/La Tentation de Barbizon, Франция (реж. Жан Стелли)
- «Глубокий сон»/The Big Sleep, США (реж. Говард Хоукс)
- «Город в долине»/ Neecha Nagar, Индия (реж. Четан Ананд)
- «Дети Земли»/Dharti Ke Lal, Индия (реж. Х. А. Аббас)
- «Гильда»/Gilda, США (реж. Чарльз Видор)
- «Дневник горничной»/The Diary of a Chambermaid, США (реж. Жан Ренуар)
- «Дождь над нашей любовью»/ Det regnar på vår kärlek, Швеция (реж. Ингмар Бергман)
- «Дом последнего шанса»/Le Château de la dernière chance, Франция (реж. Жан-Поль Полен)
- «Дурная слава»/Notorious, США (реж. Альфред Хичкок)
- «Кризис»/Kris, Швеция (реж. Ингмар Бергман)
- «Лучшие годы нашей жизни»/The Best Years of Our Lives, США (реж. Уильям Уайлер)
- «Люди без крыльев»/Muži bez křídel, Чехословакия (реж. Франтишек Чап)
- «Моя дорогая Клементина»/My Darling Clementine, США (реж. Джон Форд)
- «Ночной кошмар»/Terror by Night, США (реж. Рой Уильям Нил)
- «Последнее пристанище»/Dernier refuge, Франция (реж. Марк Моретт)
- «Почтальон всегда звонит дважды»/The Postman Always Rings Twice, США (реж. Тэй Гарнетт)
- «Прелюдия к убийству»/Dressed to Kill, США (реж. Рой Уильям Нил)
- «Странная любовь Марты Айверс»/The Strange Love of Martha Ivers, США (реж. Льюис Майлстоун)
- «Убийцы»/The Killers, США (реж. Роберт Сиодмак)
- «Чужестранец»/The Stranger, США (реж. Орсон Уэллс)
- «Шуша»/Sciuscià, Италия (реж. Витторио де Сика)
- «Эта прекрасная жизнь»/It’s a Wonderful Life, США (реж. Фрэнк Капра)

### Советское кино

#### Фильмы РСФСР
- «Адмирал Нахимов», (реж. Всеволод Пудовкин)
- «Белый Клык», (реж. Александр Згуриди)
- «Беспокойное хозяйство», (реж. Михаил Жаров)
- «Большая жизнь. 2 серия», (реж. Леонид Луков)
- «Глинка», (реж. Лео Арнштам)
- «Каменный цветок», (реж. Александр Птушко)
- «Крейсер „Варяг“», (реж. Виктор Эйсымонт)
- «Первая перчатка», (реж. Андрей Фролов)
- «Сын полка», (реж. Василий Пронин)
- «Центр нападения», (реж-ры Семён Деревянский, Игорь Земгано)

#### Фильмы УССР
- Голубые дороги (р/п. Владимир Браун).

## Лидеры проката
- «Небесный тихоход», (реж. Семён Тимошенко) — 2 место, 21.37 млн зрителей

## Персоналии

### Родились
- 5 января

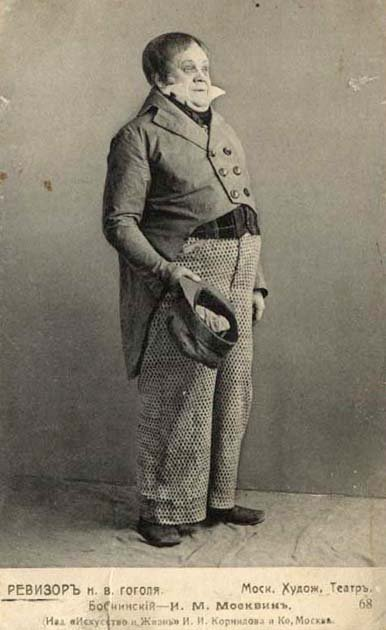
Иван Москвин

  - Дайан Китон — американская актриса.
  - Андрей Болтнев — советский и российский актёр.
- 16 января — Катя Риччарелли — итальянская оперная певица, актриса и педагог.
- 21 февраля — Алан Рикман — британский театральный и киноактёр.
- 10 марта — Владимир Гостюхин — советский и российский актёр театра и кино, заслуженный артист РСФСР.
- 21 марта — Тимоти Далтон — английский актёр.
- 19 апреля — Тим Карри — британский актёр.
- 19 мая — Микеле Плачидо — итальянский актёр.
- 20 мая — Шер — американская певица, актриса.
- 1 июня — Брайан Кокс — шотландский киноактёр.
- 5 июня — Стефания Сандрелли — итальянская киноактриса.
- 13 июня — Игорь Старыгин — советский и российский актёр театра и кино.
- 6 июля — Сильвестр Сталлоне — американский актёр, кинорежиссёр, продюсер и сценарист.
- 22 июля — Пол Шредер — американский кинорежиссёр и сценарист.
- 3 августа — Николай Бурляев — российский актёр и режиссёр.
- 19 августа — Ти Лун — гонконгский актёр, исполнявший главные роли в многочисленных фильмах студии Shaw Brothers.
- 7 сентября — Ольгерд Лукашевич — польский актёр театра и кино.
- 15 сентября
  - Томми Ли Джонс — американский актёр, режиссёр.
  - Оливер Стоун — американский режиссёр.
- 28 сентября — Джеффри Джонс — американский актёр.
- 4 октября — Сьюзан Сарандон — американская актриса.
- 6 октября — Екатерина Градова, советская и российская актриса.
- 6 ноября — Салли Филд — американская актриса, певица, режиссёр и продюсер.
- 18 декабря — Стивен Спилберг — американский кинорежиссёр.
- 22 декабря — Владимир Богин — советский и российский актёр театра и кино, лауреат Государственной премии СССР, народный артист России.
- Брайан Тренчард-Смит — британо-австралийский кинорежиссёр, сценарист, актёр и кинопродюсер.

### Скончались
- 16 февраля — Иван Москвин — российский советский актёр, народный артист СССР.